# Августовская пуща
Августовская пуща (пол. Puszcza Augustowska); в военной истории также Августовские леса — девственный хвойный лес на северо-востоке Польши (Подляское воеводство, рядом с городом Августов) и западе Белоруссии (Гродненская область) в междуречье Немана и Вислы.
Основные породы — вековые ели и сосны, на юге встречаются заросли из ольхи и ясеня. В лесу много озёр, имеются песчаные дюны.

## История
Прежние названия места — Гродненская пуща, Перстуньская пуща. Пуща некогда занимала территорию от Гродно на юго-востоке до Балтийского моря на севере.
Во времена Великого Княжество Литовского пуща находилась в собственности великого князя. Он мог наделить боярина куском леса, позволив ему создать там поселения, заниматься земледелием.
В направлении пущи шла славянская колонизация земель. Уже в начале XVI века русинские поселения появились в окрестностях пущи, располагавшихся в районе прусской границы. Однако, русинские анклавы просуществовали там недолго и исчезли после опустошительных войн XVII—XVIII вв.
По мере вырубки Гродненской пущи и удаления её от Гродно пуща стала называться Перстуньской. Название связано с местностью Перстунь, которая была административным центром местных великокняжеских владений.

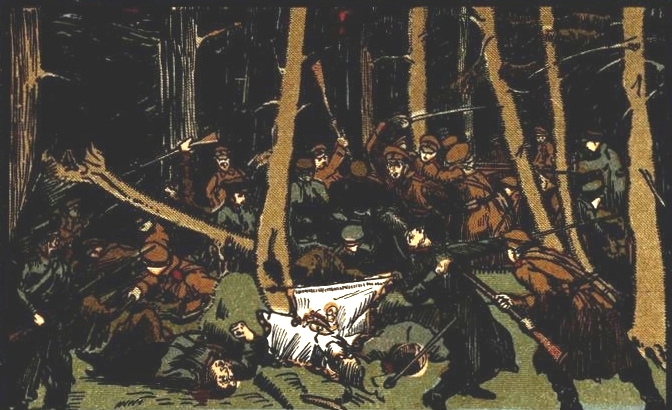
«В Августовском лесу». Открытка.

Название «Августовские леса» появилось в русской печати в годы Первой мировой войны в феврале 1915 года, а затем вошло в оборот в военно-исторической науке в связи с трагической гибелью 20-го русского корпуса генерала П. И. Булгакова, окружённого в лесах между Августовом и Гродно девятью немецкими дивизиями. Ценой потери корпуса численностью 40 000 человек, из которых не менее 7000 погибло, наступление 10-й немецкой армии было задержано на 10 суток.

 Честь ХХ-го корпуса была спасена, и цена этого спасения — 7000 убитых, которые пали в атаке в один день битвы на пространстве 2-х километров, найдя здесь геройскую смерть! Попытка прорваться была полнейшее безумие, но святое безумие — геройство, которое показало русского воина в полном его свете, которого мы знаем со времен Скобелева, времен штурма Плевны, битв на Кавказе и штурма Варшавы! Русский солдат умеет сражаться очень хорошо, он переносит всякие лишения и способен быть стойким, даже если неминуема при этом и верная смерть!.

## Природа
Белорусская часть пущи — один из крупнейших хвойных лесных массивов Беларуси. Он занимает северо-западную часть Гродненского района севернее Августовского канала. В пуще сложился уникальный природный комплекс с редкими видами растений и животных: 22 вида млекопитающих, 121 — птиц, 17 — амфибий и рептилий, 103 — мохообразных, 13 — лишайников, 371 вид сосудистых растений. 27 видов растений и животных занесены в Красную книгу Беларуси, ряд видов занесён в Европейский Красный список растений и животных. В 1978 году в белорусской части пущи был создан биологический заказник государственного значения Сапоцкинский.

## Фауна пущи
Европейская косуля, кабан, европейский лось, лесная куница, обыкновенный бобр, обыкновенная рысь, заяц-русак, глухарь, тетерев-косач, серая цапля, болотная сова, европейская болотная черепаха. В мазурских озерах водятся: обыкновенный сом, речной угорь, обыкновенный сиг, обыкновенная плотва, европейская ряпушка, уклейка, золотой карась, речной окунь, щука, линь.